# 大円寺 (杉並区)
大圓寺（大円寺、だいえんじ）は、東京都杉並区和泉にある曹洞宗の寺院。山号は泉谷山。本尊は釈迦如来。薩摩藩島津家の江戸での菩提所でもある。

## 歴史
慶長2年（1597年）、徳川家康によって櫻田溜池に徳川家の香華院として建立される。開山は諦巌桂察（武田氏の家臣土屋氏の子孫）。この縁から飯野藩保科氏の菩提寺となる。この時に、旗本五井、松平、坂井、本多、土方の諸家を檀徒と定めた。後に芝伊皿子（現在の港区三田4丁目のNTTデータ三田ビル）に移る。

　慶長二年丁酉二月十一日（此頃開山桂察和尚溜池邊に草庵住居□由申傳□）、東照神君様御前□被召出、折々法話等聞召。御懇□奉蒙上意、其砌櫻田溜池邊□神君様被爲成□節、御杖を以四方の境を御定被下置、則寺地に拝領仕□□、梵刹を草創仕、山號を泉谷□仕、寺號之儀を大淵□仕□。然所寛永十八年桶町□出火□節諸堂不残類焼仕□。其砌右□寺地御用地二被召上、右爲代地於当所（伊皿子）七千五百五十五坪拝領仕□。其節寺號の淵の字を改、大圓寺□仕□由申傳□（高輪邊寺社書上　文政十一年）。
　大圓寺。泉谷山ト號ス。曹洞宗。牛込（現在中野区に移転）保善寺末。慶長二年溜池邊ニ草創シ、後此地（伊皿子町）ニ移レリ。開山桂察。寺地七千五百七十坪（東京府志料）。
　大圓寺。町（伊皿子町）南ニ在リ。寺地東西一町十三間、南北一町十間。面積四千七百二十一坪二合。禅宗、曹洞派。牛込通寺町（現在中野区に移転）保善寺末派。慶長元年丙申創建。僧桂察開山（東京府誌）。
--『東京市史稿 宗教篇 3巻』

延宝元年（1673年）、薩摩藩（七十七万石）世子・島津綱久が江戸で没した時にその葬儀をこの寺で執り行ったことが縁となり、以後薩摩藩の菩提寺ともなった。この縁で調所広郷、天璋院付き老女幾島など薩摩藩家臣・縁者の墓もこの寺に築かれていた。
明治維新後の廃仏毀釈及び大檀越であった島津氏の神道改宗に伴い、以後庇護を失い衰微、明治41年（1908年）に現在地に移転した。しかし現在も西郷隆盛の娘・菊子など鹿児島県出身明治維新関係者の墓が多く築かれているとされる。
平成24年度特別展「江戸の大名菩提寺」展（港区立港郷土資料館）でも取り上げられた。
「櫻田溜池」でなく「赤坂溜池」とする資料は、『杉並区史』（昭和30年）などに見られる。
『港区史　上』の「芝伊皿子町」には、「現在の町域には、寛永から寛文にかけて寺院がいくつか起立、または移転して来たが、町屋としては芝大圓寺門前が寛永十八年（一六四一）同寺の転来以来起立し・・・」、また、「明治二年、伊皿子台町、大円寺門山をも伊皿子町とし・・・」とある（pp.140-141）。

## 境内・墓所
山門には葵紋、本堂にはさらに十字紋、墓地には明治元年戊辰の役戦死者没者の墓、日向都城主島津筑後守の墓及び殉死者の墓、大刀八木八郎の墓（君命にて巨石を捧げ、死後墓石となす十九才）、赤﨑海門・鞍岡蘇山（共に儒学者）の墓、横山正太郎安武（政府に建白、自刃）の墓など、徳川家や島津家とも縁のある寺院である。

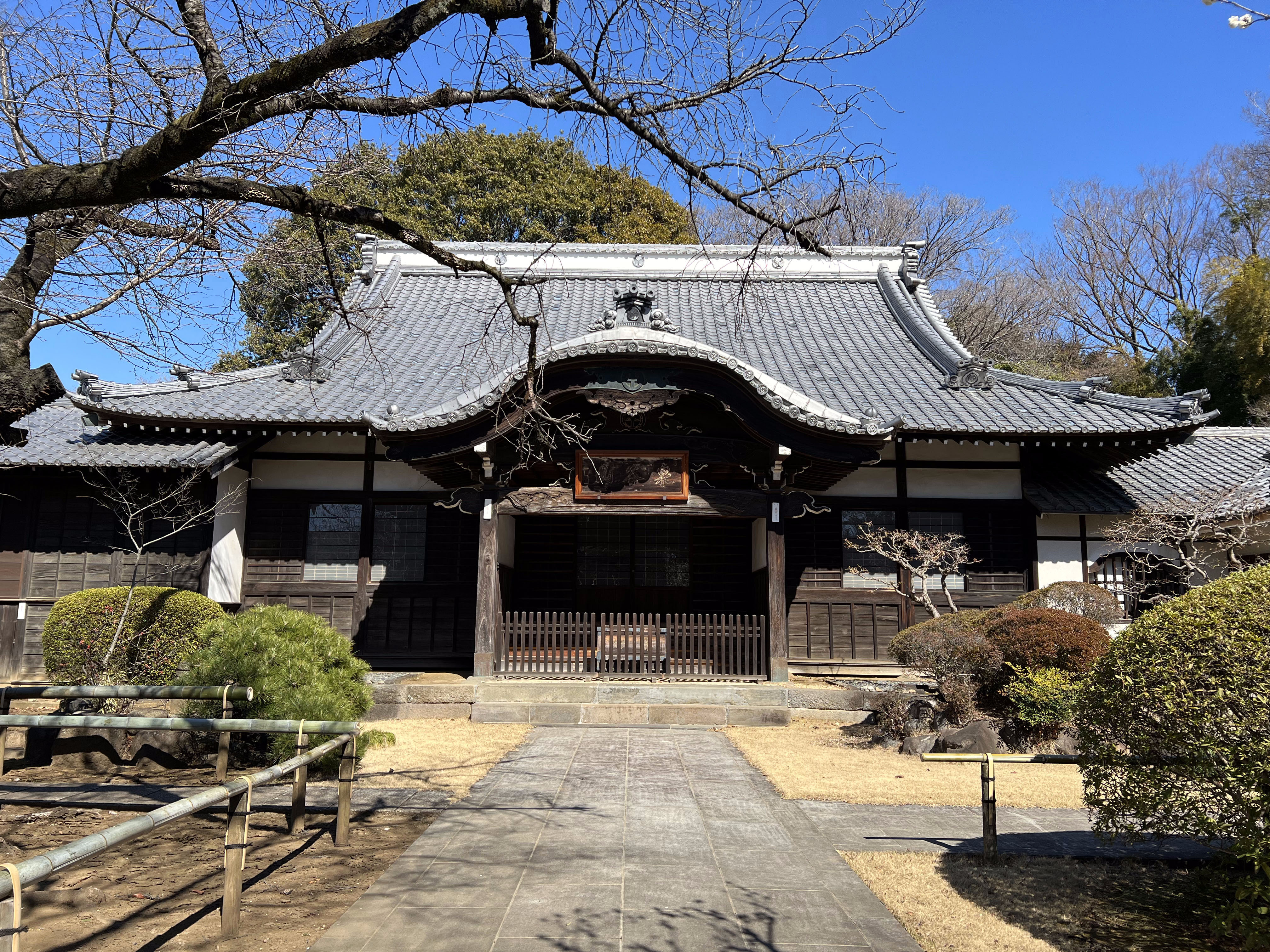
本堂
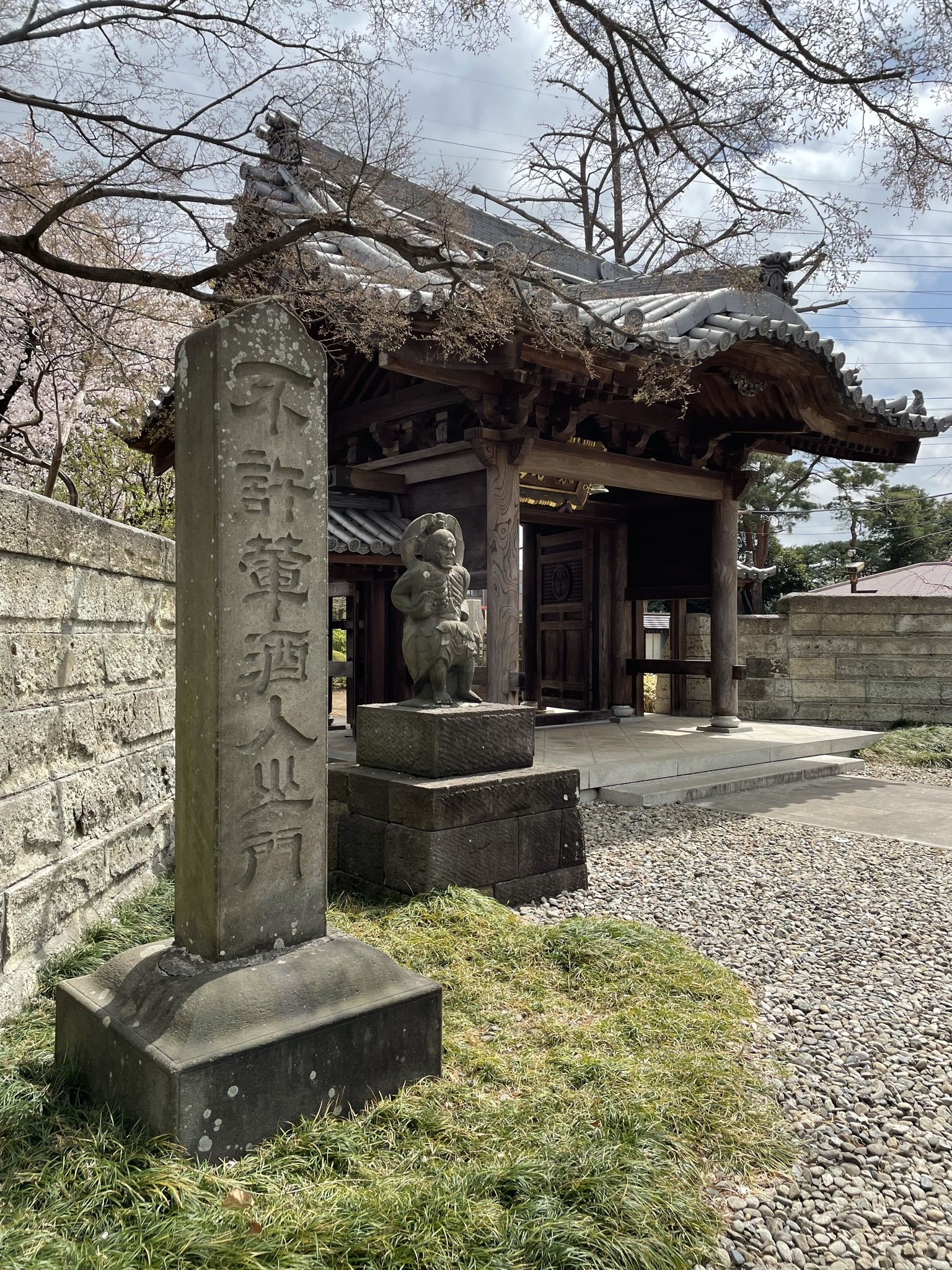
「不許葷酒入山門」の石碑

## 文化財

### 区指定文化財
- 大円寺所蔵板碑群（有形文化財・古文書）　種子はすべて阿弥陀一尊である。明治末年に現在の高千穂大学敷地（旧大宮八幡宮社地）を整備した折、二基の小円丘（塚）から採集したものと伝えられている。造立年代は板碑造立の最盛期である南北朝期の延文二年（一三五七）から応永一六年（一四〇九）にかけての約五〇年間に集中している。鎌倉道伝承に沿う他地点との共通様式をも示す希少な板碑群である。登録年月日：昭和六〇年三月三〇日

## 所在地
東京都杉並区和泉3-52-18